# New York-New York Hotel & Casino
New York-New York Hotel & Casino – luksusowy hotel i kasyno, położony przy bulwarze Las Vegas Strip w Paradise, w stanie Nevada. Stanowi własność korporacji MGM Resorts International.

## Charakterystyka
New York-New York, jak wskazuje nazwa, inspirowany jest miastem Nowy Jork. Architektura obiektu ma odzwierciedlać jego panoramę; budynki hotelowe imitują między innymi Empire State Building oraz Chrysler Building. Przed kompleksem znajduje się sztuczne jezioro wzorowane na New York Harbor, na którym umiejscowiona jest 46–metrowa replika Statui Wolności, a także repliki Soldiers' and Sailors' Monument, Whitney Museum of American Art i Grand Central Terminal.
Poszczególne części kompleksu noszą odrębne nazwy, a każda z nich powiązana jest z Nowym Jorkiem. Dla przykładu, główny obszar kasyna to Central Park, natomiast obszar handlowy określany jest jako Greenwich Village.

## Historia
New York-New York został otwarty 3 stycznia 1997 roku. Projekt, zapoczątkowany w 1994 roku, był wspólną inwestycją MGM Grand Inc. i Primadonna Resorts.
Po zamachach terrorystycznych z 11 września 2001 roku, ludzie z całych Stanów Zjednoczonych spontanicznie wysyłali do New York-New York patriotyczne gadżety, które następnie umieszczane były przed repliką Statui Wolności. Ostatecznie rzeczy te przeobraziły się w permanentny memoriał.
W latach 1997–2005 New York-New York, mierząc 161 metrów, nosił miano najwyższego budynku w Las Vegas. Po ośmiu latach tytuł ten odebrał mu kompleks Wynn Las Vegas.

## Atrakcje

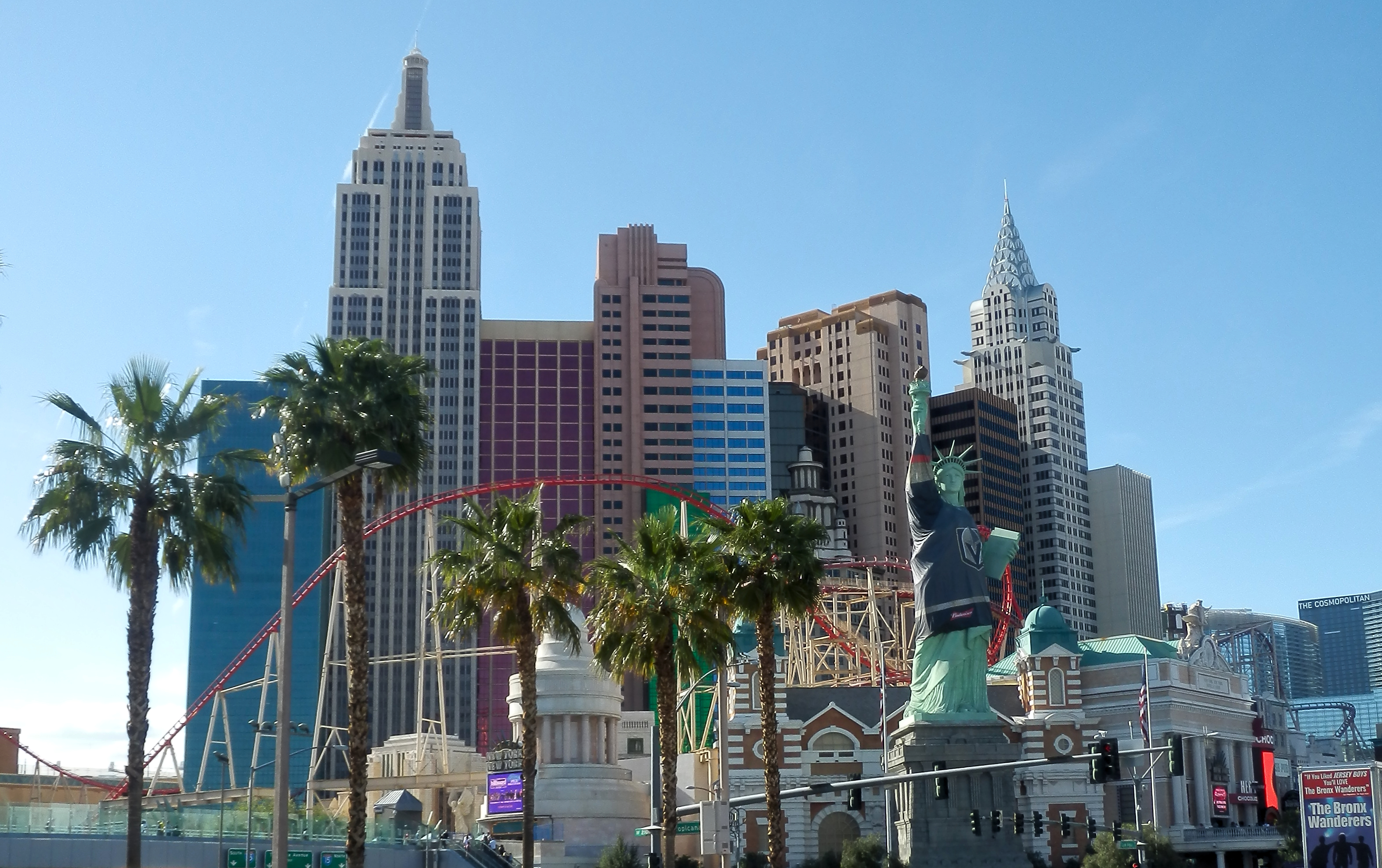
New York-New York

Na terenie New York-New York znajduje się The Roller Coaster, wcześniej znany jako Manhattan Express, którego trasa obejmuje nie tylko obszar zewnętrzny, ale również część wnętrz budynków. Kolejka ma 62 metry wysokości i osiąga prędkość do 108 km/h. 
New York-New York stanowi domowy obiekt dla spektaklu Zumanity Cirque du Soleil. Jest to tym samym jedyny permanentny show Cirque, który posiada ograniczenie wiekowe od lat 18. Na potrzeby Zumanity teatr aranżowany jest na wzór kabaretu, a wśród miejsc na widowni pojawiają się sofy oraz krzesełka barowe. W rolę Master of Ceremony wciela się Joey Arias, nowojorski artysta kabaretowy i drag queen.
Do czerwca 2010 roku, w kompleksie znajdowała się ESPN Zone, czyli restauracja o tematyce sportowej, która posiadała dodatkowe centrum rozrywki z licznymi grami interaktywnymi, obejmującymi między innymi kręgle, koszykówkę, boks i golfa. 10 października 2010 roku nastąpiło ponowne otwarcie lokalu, który po gruntownej remodelacji, został przemianowany na Sporting House.
W New York-New York funkcjonuje wiele barów i klubów nocnych, a wśród nich: ROK Vegas, Nine Fine Irishmen, Coyote Ugly, Pour 24, the Central Park Piano Bar oraz Center Bar – ulokowany w centrum kasyna.